# Phyxelida bifoveata
Espèce
Synonymes
- Amphigyriodes bifoveata Strand, 1913

Phyxelida bifoveata est une espèce d'araignées aranéomorphes de la famille des Phyxelididae.

## Distribution
Cette espèce se rencontre au Kenya, en Tanzanie, au Rwanda et au Congo-Kinshasa au Kivu,.

## Description
Le mâle décrit par Griswold en 1990 mesure 5,81 mm et la femelle 8,88 mm. Les mâles mesurent de 5,81 à 7,08 mm et les femelles de 6,31 à 9,25 mm.

## Publication originale
- Strand, 1913 : Arachnida. I. Wissenschaftliche Ergebnisse der Deutsche Zentral-Afrika Expedition 1907-1908. Leipzig, vol. 4, p. 325-474 (texte intégral).